# Brachypogon beaufortanensis
Brachypogon beaufortanensis är en tvåvingeart som beskrevs av Delecolle och Rieb 1992. Brachypogon beaufortanensis ingår i släktet Brachypogon och familjen svidknott.
Artens utbredningsområde är Frankrike. Inga underarter finns listade i Catalogue of Life.